# Reigiteri
El reigiteri (Reigitherium bunodontum) és un mamífer que visqué durant el Cretaci final i les restes del qual fòssils foren trobats a les formacions de Los Alamitos i La Colonia, a la Patagònia argentina.
Classificat inicialment en l'ordre Dryolestida, fou inclòs en Docodonta l'any 2000, encara que després de treballs més recents és considerat un meridiolèstide.